# Musculus sternothyroideus
Der Musculus sternothyroideus („Brustbein-Schildknorpel-Muskel“, veraltend Musculus sternothyreoideus) ist ein paariger schmaler quergestreifter Muskel der vom sogenannten „Handgriff“ (Manubrium sterni) des Brustbeins zum Schildknorpel (Cartilago thyroidea) des Kehlkopfs zieht. Funktionell setzt er sich im zum Zungenbein ziehenden Musculus thyrohyoideus fort und gehört damit zur unteren Zungenbeinmuskulatur (infrahyale Muskulatur).
Der Muskel zieht den Kehlkopf und das Zungenbein nach unten und ist damit am Schluckakt beteiligt. Die Innervation erfolgt über die Ansa cervicalis profunda, eine Nervenschlinge des Halsgeflechts, sowie über direkte Äste aus dem Rückenmarkssegment C4.